# العبارة (أولاد حجاج الساحل)
العبارة هو دُوَّار يقع بجماعة الساحل أولاد أحريز، إقليم برشيد، جهة الدار البيضاء سطات في المملكة المغربية. ينتمي الدوّار لمشيخة أولاد حجاج الساحل التي تضم 5 دواوير. يقدر عدد سكانه بـ 854 نسمة حسب الإحصاء الرسمي للسكان والسكنى لسنة 2004.

## روابط خارجية
- البوابة الوطنية للجماعات الترابية
- المندوبية السامية للتخطيط